# Naevipenna
Naevipenna is een geslacht van vlinders van de familie van de zakjesdragers (Psychidae).

## Soorten
- Naevipenna aphaidropa (Dyar, 1964)
- Naevipenna cruttwelli Davis, 1975
- Naevipenna mexicana Sobczyk, 2022[1]